# 광주이씨 시조비 묘역
광주이씨 시조비 묘역은 대한민국 경기도 하남시 덕풍동에 있다. 2003년 11월 21일 하남시의 향토유적 제7호로 지정되었다.

## 개요
인하이씨는 광주이씨의 시조인 이당의 부인이다.